# Єронім Кардійський
Єронім Кардійський (340—250 рр. до н. е.) — визначний давньогрецький історик, учасник воєн Александра Македонського та його діадохів.

## Життєпис
Народився у фракійському місті Кардія. Замолоду взяв участь у походах Александра Македонського. Ймовірно Єронім не був простим воякам, а займав керівні посади середнього рівня. Під час походу став товаришем майбутнього діадоха Евмена, який теж походив з Кардії. З 323 року до н. е. бере участь у війнах, які вів Евмен після смерті Александра Македонського. Тут Єронім воював проти Антигоном.
У 316 році до н.е після загибелі Евмена потрапив у полон до Антигона та його сина Деметрія. Втім незабаром Антигон пробачив Ероніма, а згодом — у 311 році до н. е. — призначив начальником над добуванням асфальту з Мертвого моря. У 301 році до н. е. брав участь у битві при Іпсі на боці Антигона. У 293 році до н. е. Деметрій призначив Єроніма полемархом міста Фіви. З часом Єронім перебрався до двору Антигона Гоната у Пеллі (286 рік до н. е.). Тут він й помер у 250 році до н. е.

## Творчість
Історія Єроніма охоплювала період від смерті Александра Македонського до смерті Пірра у 272 році до н. е. Тут було викладено історію діадохів та їх нащадків. Ця праця є одним з головним джерелом, яким користувалися наступні історики — Діодор Сицилійський, Плутарх, Помпей Трог, Арріан.
Єронім використовував офіційні документи й був критичним при викладені історичних фактів. За стилем ця праця була написана простою мовою.